# Rahajärvi (sjö i Enare, Lappland, Finland)
Rahajärvi eller Rahojärvi är en sjö i Finland. Den ligger i kommunen Enare i landskapet Lappland, i den norra delen av landet, 1 000 km norr om huvudstaden Helsingfors. Rahajärvi ligger 132 meter över havet. Arean är 22,14 kvadratkilometer och strandlinjen är 74,52 kilometer lång. Sjön  ingår i Pasvik älvs huvudavrinningsområde. 